# 田島竹之助
田島 竹之助（田嶋、たじま たけのすけ、1867年1月21日〈慶応2年12月16日〉 - 1939年〈昭和14年〉7月14日）は、日本の篤農家、実業家、政治家。貴族院多額納税者議員。族籍は埼玉県士族。

## 経歴
武蔵国埼玉郡小針村（のち埼玉県北埼玉郡太田村大字小針、現:行田市）で、豪農・田島新之助、いよ夫妻の長男として生まれる。1879年6月、祖父・新六から家督を相続した。農業を営む。
農事改良に熱心に取組み、小針沼の浚渫事業を実施して良田に変え、1910年、耕作組合を組織して農民の意識と技術の向上に努めた。また、教育の充実を図り、設備整備、貧困家庭への教育援助を実施した。その他、青年文庫の設立、青年会の組織を行い風紀の改善に務め、家庭会を組織して会長に就任し、講習会を実施するなど太田村民の意識の向上に寄与した。
政界では旧忍藩領内に国民協会の忍同志会を組織して、騎西同志会、殉交倶楽部と連携して県政に重きをなした。1896年以降、主猟官、臨時治水調査会委員などを務めた。
1904年9月29日、貴族院多額納税者議員に任じられ、二期務めて1918年9月28日に退任した。
また、忍商業銀行の設立にも参加し取締役を務めた。

## 人物
忍藩士から剣道を学び、自邸内の尚武館で地元子弟の養成を行い、忍警察署武術教授、大日本武徳会埼玉支部の名誉教授・常議員を務め教士号を許された。

## 家族・親族
田島家
- 父・新之助（埼玉士族）[1][4]
- 妻・さわ（1869年 - ?、埼玉、須田秀實の長女）[1][4]
- 長男・太郎（1891年 - ?）[1]
- 二男・二郎（1896年 - ?）[1]
- 長女・ふき（1885年 - ?、伯爵・林博太郎の妻）[1]
- 二女・千代（1887年 - ?、埼玉、門井東一の妻）[1]

親戚
- 妻の妹の夫・武政恭一郎（深谷銀行取締役）[1]
- 長女の夫・林博太郎（伯爵）[1]
- 二女の夫・門井東一（農業、埼玉県多額納税者、埼玉県会議員）[1]
  - 同長女・千鶴子（埼玉銀行頭取長島恭助の妻）
- 弟・石崎丈太郞（小山銀行頭取・石崎政蔵の養子となり、東京府多額納税者、足利銀行、下毛貯蓄銀行、合同肥料各取締役）[7]